# Nông Thị Bích Liên
Nông Thị Bích Liên (sinh năm 1978) là đại biểu Quốc hội Việt Nam khóa XIII, thuộc đoàn đại biểu Hà Giang.

## Tiểu sử
Nông Thị Bích Liên sinh ngày 28 tháng 4 năm 1978, người dân tộc La Chí, không theo tôn giáo nào.
Bả có quê quán tại xã Bản Díu, huyện Xín Mần, tỉnh Hà Giang.
Bà có bằng Cử nhân sư phạm.
Bà gia nhập Đảng Cộng sản Việt Nam vào ngày 6 tháng 7 năm 2006.
Từ 2011 đến 2016, bà là Đại biểu Quốc hội Việt Nam khóa 13 tỉnh Hà Giang, đồng thời là Phó Hiệu trưởng Trường phổ thông Dân tộc nội trú huyện Xín Mần, tỉnh Hà Giang, Ủy viên Hội đồng Dân tộc của Quốc hội khóa 13.